# Cortes de Barcelona (1705)

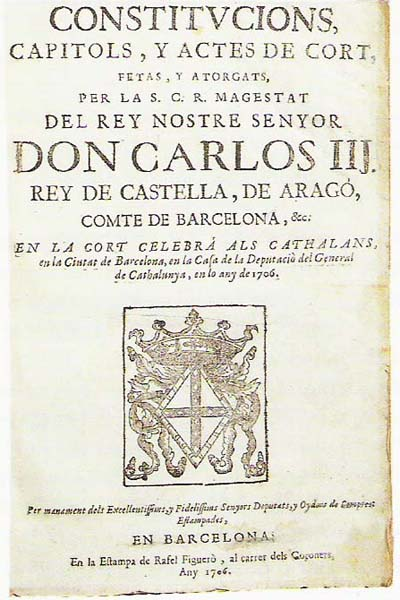
Actos de las Cortes de 1705.

Las Cortes de Barcelona de 1705 fueron las Cortes catalanas celebradas bajo la presidencia del archiduque Carlos —proclamado en Viena el 12 de septiembre de 1703 como Carlos III rey de España— tras el triunfo de la insurrección austracista y la rendición de Barcelona a las fuerzas aliadas el 9 de octubre de 1705, en el contexto de la Guerra de Sucesión Española. Se desarrollaron en el palacio de la Generalidad de Cataluña entre el 5 de diciembre de 1705 y el 31 de marzo de 1706. Contó con una amplia representación del brazo real incorporándose once nuevas poblaciones.

## Antecedentes
El 20 de junio de 1705 se firmaba el pacto de Génova que sellaba la alianza política y militar entre el Reino de Inglaterra y un grupo de propietarios y nobles catalanes austracistas (denominados vigatans) en representación del Principado de Cataluña. Según los términos del acuerdo, Inglaterra desembarcaría tropas en Cataluña, que unidas a las fuerzas catalanas lucharían en favor del archiduque Carlos de Austria, pretendiente al trono español, contra los ejércitos de Felipe V, comprometiéndose asimismo a mantener las leyes e instituciones propias catalanas.
Los vigatans cumplieron su parte del pacto y desde la Plana de Vich, que ya controlaban desde la primavera, fueron extendiendo la rebelión en favor del Archiduque y a principios de octubre de 1705 se habían adueñado prácticamente de todo el Principado, excepto de Barcelona donde seguía dominando la situación el virrey felipista Francisco Antonio Fernández de Velasco y Tovar.
Por su parte el archiduque Carlos, en cumplimiento de lo acordado en Génova, embarcó en Lisboa rumbo a Cataluña y llegó a Barcelona el 22 de agosto de 1705 cuando estaba en pleno apogeo la revuelta austracista. Pocos días después desembarcaban unos 17 000 soldados aliados y comenzaba el sitio de Barcelona, al que se sumaron los vigatans. El 9 de octubre Barcelona capitulaba y el 22 de octubre entraba el archiduque Carlos a quien se le entregó un escrito con los términos de la rendición en el que se insistía en que fueran respetadas las Constituciones catalanas y las disposiciones de las últimas Cortes catalanas reunidas por Felipe V en 1701-1702, en clara referencia a lo acordado en el Pacto de Génova. El Archiduque fue reconocido como rey Carlos III de España y el 7 de noviembre juraba las Constituciones catalanas. Seguidamente, el día 13 de noviembre convocó las Cortes catalanas para el 26 de noviembre.
El ambiente en que se iban a desarrollar las Cortes iba a ser completamente diferente a de las Cortes anteriores presididas por Felipe V. El archiduque Carlos, titulado rey como Carlos III, recibió a los Tres Comunes de Cataluña y nombró en los puestos clave de las nueva Real Audiencia a austracistas reconocidos, y como secretario personal suyo y protonotario a Ramon de Vilana Perlas y como mediador con los tres brazos de las Cortes, a Narcís Feliu de la Penya, dos de los miembros más prominentes del austracismo catalán.

## Las medidas aprobadas por las Cortes
En el terreno económico se aprobaron importantes medidas, algunas de las cuales desarrollaron lo acordado en las Cortes de 1701, y que estaban a medio camino entre el «líbero comercio» y el proteccionismo de la producción agraria y manufacturera catalanas -singularmente ante Francia, el rival comercial del Principado:
- "Se dictaron medidas para evitar la intromisión de los oficiales reales en el tráfico de mercancías y de ganado mediante cargas, y para impedir que los gobernadores de Cádiz y de otros puertos andaluces y de España pusieran trabas a los vinos y aguardientes catalanes, a la vez que se gravaba la entrada del vino forastero".[5]

- Se acordó constituir una Compañía Náutica Mercantil y Universal[6] y dotar a Barcelona de puerto franco, a pesar de la oposición de Mataró por verse afectados sus intereses.[7]

- Se amplió el número de barcos para el tráfico mercantil con América —de dos a cuatro— y se les eximió del control de la Casa de Contratación de Sevilla, por lo que no tendrían que incorporarse a la flota de Indias.[4][5]

- Se suprimió el derecho de la lezda real que gravaba la entrada de mercancías en las ciudades, así como los derechos de Capitanía General que gravaban las mercancías extranjeras importadas

- Se presentó un memorial para potenciar los lazos mercantiles con "los alidados": Inglaterra y Provincias Unidas; en lugar de Francia, porque con las importaciones necesarias «se logra el no salir el dinero, pues estos truecan sus géneros o mercadurías con vino aguardiente y otros géneros del Pahís» [sic].[8]

No menos importantes fueron los acuerdos en el terreno político, en su mayoría dirigidos a lograr un mayor control sobre las autoridades reales y señoriales:
- En cuanto al espinoso problema de los alojamientos y manutención de las tropas —que ya se había tratado en las Cortes de 1701-1702 pero sobre lo que Felipe V se negó a hacer ninguna concesión— se acordó que estas tuvieran que vivir en cuarteles y no en casas particulares,[4] y se tomaron medidas para evitar los abusos de los soldados sobre la población. Además se precisaron los gastos que tenían que cubrir tanto la Diputación del General como los municipios.[9]

- En cuanto a las insaculaciones —la otra cuestión sobre la que Felipe V tampoco hizo ninguna concesión en las Cortes de 1701-1702—, se acordó que serían responsabilidad de la Generalidad y el Consejo de Ciento, por lo que la Corona dejaría de elaborar las listas de los insaculados aunque se reservaba algunas prerrogativas.[4][9]

- Se perfeccionó el Tribunal de Contrafacciones, extremando las garantías para que los oficiales reales no pudieran saltarse las Constituciones catalanas y en caso de hacerlo su reparación en un plazo de tres días.[9]

- Carlos III se comprometió a devolver el Rosellón y la Cerdaña, anexionados por Francia en vitud del Tratado de los Pirineos de 1659.[4] Además se acordó restituir a la Corona de Aragón los reinos de Nápoles y de Sicilia, separados de la misma en 1556 al crearse el Consejo de Italia.[9]

- Se acordó que ningún virrey pudiera tomar posesión del cargo hasta que su rey no hubiese jurado las Constituciones.[4]

- Se reconoció jurídicamente a la Conferencia de los Tres Comunes prohibida por el virrey felipista Velasco, que se convirtió en un órgano asesor.[10]

- La cuestión que provocó mayor tensión entre los brazos y la Corona fue la exigencia de Carlos III de que se aprobara «excluir a perpetuidad» a la casa de Borbón de los derechos sucesorios al condado de Barcelona,[4] a lo que las Cortes se oponían porque aprobarlo significaría quedar subordinadas al príncipe. Pero finalmente aprobaron la exclusión presionadas por la amenaza que en esos momentos se cernía sobre Barcelona de ser sitiada por las tropas borbónicas de Felipe V.[9] La inminencia de la ofensiva de las tropas borbónicas se materializó justo al acabar las Cortes el 31 de marzo de 1706. El 3 de abril Felipe V inició el sitio de Barcelona que tuvo que abandonar un mes después.[4]

El campo más innovador de los acuerdos de las Cortes fue el referido a la protección de los derechos individuales y al imperio de la ley, produciéndose, según el historiador Joaquim Albareda, "un avance notable en el ámbito de las garantías de la libertad civil":
- Se prohibió a los oficiales reales abrir investigaciones o procesar a los integrantes de la Diputación del General, del brazo militar y de los consejos municipales.
- Se consagró el principio del secreto de la correspondencia.
- Se prohibió que los oficiales reales pudieran detener a los habitantes del Principado sin causa legítima, y se estableció además que después de quince días pudieran recuperar la libertad si no eran juzgados, así como se reconoció el derecho del inculpado a la defensa.
- Se delimitaron las atribuciones de la Real Audiencia para frenar los abusos de jueces, abogados, escribanos o notarios.

A cambio de las concesiones hechas por su rey Carlos III, las Cortes aprobaron un donativo de dos millones de libras -a pagar en diez años-, una cantidad muy debajo de las expectativas del rey. Además tanto la Generalidad como el Consejo de Ciento tenían que crear y sufragar cada un regimiento de 500 hombres.

## Balance
Según el historiador Joaquim Albareda, las Cortes de 1705-1706, junto las anteriores de 1701-1702, supusieron "una auténtica puesta al día del constitucionalismo" tras el recorte experimentado tras la Guerra de los Segadores:

Las Constituciones se revelaban, de este modo, como un mecanismo eficaz para regir la sociedad catalana, adaptándose a sus demandas, lejos de haberse convertido en un marco jurídico anquilosado y marchito por el paso del tiempo. Una buena muestra de esta modernidad política la proporcionan las medidas aprobadas tendentes a reforzar el control de la actuación de los ministros reales, a preservar el cumplimiento de la ley y el estatuto jurídico de los individuos -preservar la propiedad y vincular la legislación al consenso parlamentario-. En suma, las Constituciones aprobadas en las Cortes de 1705-1706 constituyen la plasmación del partido austracista catalán tanto en el terreno económico como en el político

Sin embargo, muchos de los logros alcanzados no llegaron a ponerse en práctica a causa de la guerra y de la derrota del austracismo en la misma. Eso fue lo que sucedió con buena parte de las medidas económicas: la supresión de la lezda real tuvo que aplazarse para sufragar los gastos de la guerra; el puerto franco chocó con los intereses de la Diputación del General que no estaba dispuesta a ver reducidos sus ingresos fiscales; la compañía náutica nunca se fundó ni zarpó ninguno de los cuatro barcos que podían comerciar con las Indias. Tampoco las constituciones políticas fueron respetadas por el archiduque Carlos. Debido a la falta endémica de recursos para mantener su ejército, no aplicó lo aprobado sobre alojamientos de tropas y contribuciones de guerra y siguió controlando la insaculación de la Generalidad y del Consejo de Ciento, a lo que se sumó la persecución implacable que sufrieron los partidarios de la causa borbónica. "Estos problemas, sumados a los rigores de la guerra, a la penuria económica y a los abusos cometidos por los ejércitos de uno y otro bando, sumieron a los catalanes en el desencanto y la desesperación", afirma Joaquim Albareda.